# Calophyllum comorense
Calophyllum comorense là một loài thực vật có hoa trong họ Calophyllaceae. Loài này được H.Perrier mô tả khoa học đầu tiên năm 1948.